# Eartha Kitt
Eartha Mae Kitt (North (South Carolina), 17 januari 1927 – New York, 25 december 2008) was een Amerikaans actrice en jazz-zangeres. Ze was een ster van het witte doek, theater en televisie. Bij het grote publiek was ze vooral bekend door haar rol als Catwoman in de televisieserie Batman in de jaren zestig, en als zangeres van de zwoele kersthit Santa Baby in 1952. De regisseur Orson Welles noemde haar ooit the most exciting woman in the world - de spannendste vrouw ter wereld.
Kitt kreeg in 1960 een ster op de Hollywood Walk of Fame. Ze werd drie keer genomineerd voor een Tony Award, een keer voor Emmy Award en tweemaal voor een Grammy Award.

## Levensloop
Ze werd geboren als Eartha Mae Keith op een katoenplantage in de zuidelijke staat South Carolina. Haar vader was van Europese en haar moeder van Afro-Amerikaanse en Cherokee-afkomst. Haar vader verdween al snel en haar moeder stierf toen Eartha zes was. Op achtjarige leeftijd werd ze naar New York gestuurd om bij haar tante te gaan wonen. Een grote kans kreeg ze toen ze op zestienjarige leeftijd werd toegelaten tot de Katherine Dunham Company, het eerste Afro-Amerikaanse gezelschap voor modern ballet.
Kitt was in haar beginjaren vooral actief in het cabaret. Ze maakte haar filmdebuut in 1948. Orson Welles gaf haar een hoofdrol in zijn productie van Christopher Marlowes toneelstuk The Tragical History of Doctor Faustus (1950). In Hollywood debuteerde ze als tegenspeelster van Sidney Poitier in de film The Mark of the Hawk (1958). Ze was in meer dan dertig films te zien, waaronder in de documentaire All By Myself: The Eartha Kitt Story (1983).
Als zangeres had Kitt in de jaren vijftig en jaren zestig een aantal hits, waaronder Let's Do It, C'est Si Bon, Just an Old Fashioned Girl, Monotonous, Love for Sale, I'd Rather Be Burned as a Witch, Usku Dara, Mink, Schmink en Under the Bridges of Paris. Haar debuut-lp RCA Victor Presents Eartha Kitt (1953) stond in de top vijf in de Amerikaanse albumlijsten. Het kerstnummer Santa Baby uit 1953, over een vrouw die de Kerstman een afspraakje belooft in ruil voor dure cadeaus, werd later gecoverd door onder meer Madonna, Kylie Minogue en Ariana Grande.
In 1968 maakte ze tijdens een lunch in het Witte Huis, Lady Bird Johnson, de vrouw van Amerikaanse president Lyndon B. Johnson, aan het huilen met kritisch commentaar op de oorlog in Vietnam. Hierna kon ze in de Verenigde Staten geen werk meer krijgen en vertrok ze naar Europa, waar ze onder meer vloeiend Frans leerde spreken. In 1978 maakte ze haar Amerikaanse comeback in de Broadway-musical Timbuktu!
In de jaren tachtig maakte ze eveneens een comeback als zangeres met de disco-hits Where Is My Man (1983), I Love Men (1984) (beide forse hits in de homoscene) en Cha-Cha Heels (1989), een samenwerking met Bronski Beat. In de jaren negentig ging Kitt op tournee door Noord-Amerika als de slechte heks in een toneelversie van The Wizard of Oz. In 1989 speelde ze in de film Erik the Viking. 
De laatste jaren van haar leven trad Kitt regelmatig op als cabaretier en musicalster.  Ze had een hoofdrol in off-Broadway musical Mimi Le Duck (2006) en in de film Somebody Like You (2007). Ook had ze stemrollen in de animatiefilms The Emperor's New Groove (2000) en Madagascar: Escape 2 Africa (2008). 
Eartha Kitt overleed op 81-jarige leeftijd aan de gevolgen van darmkanker.

## Afbeeldingen

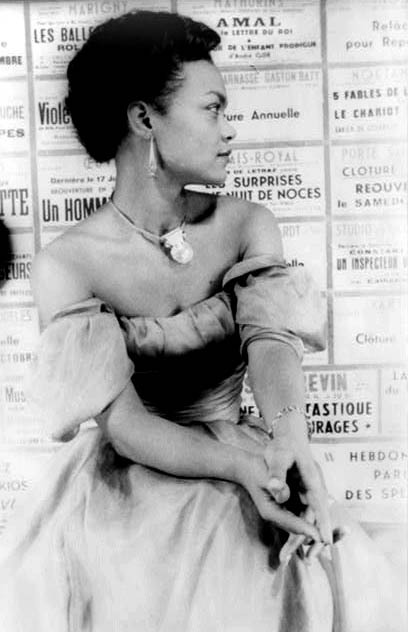
Eartha Kitt (1952) Carl Van Vechten, Library of Congress
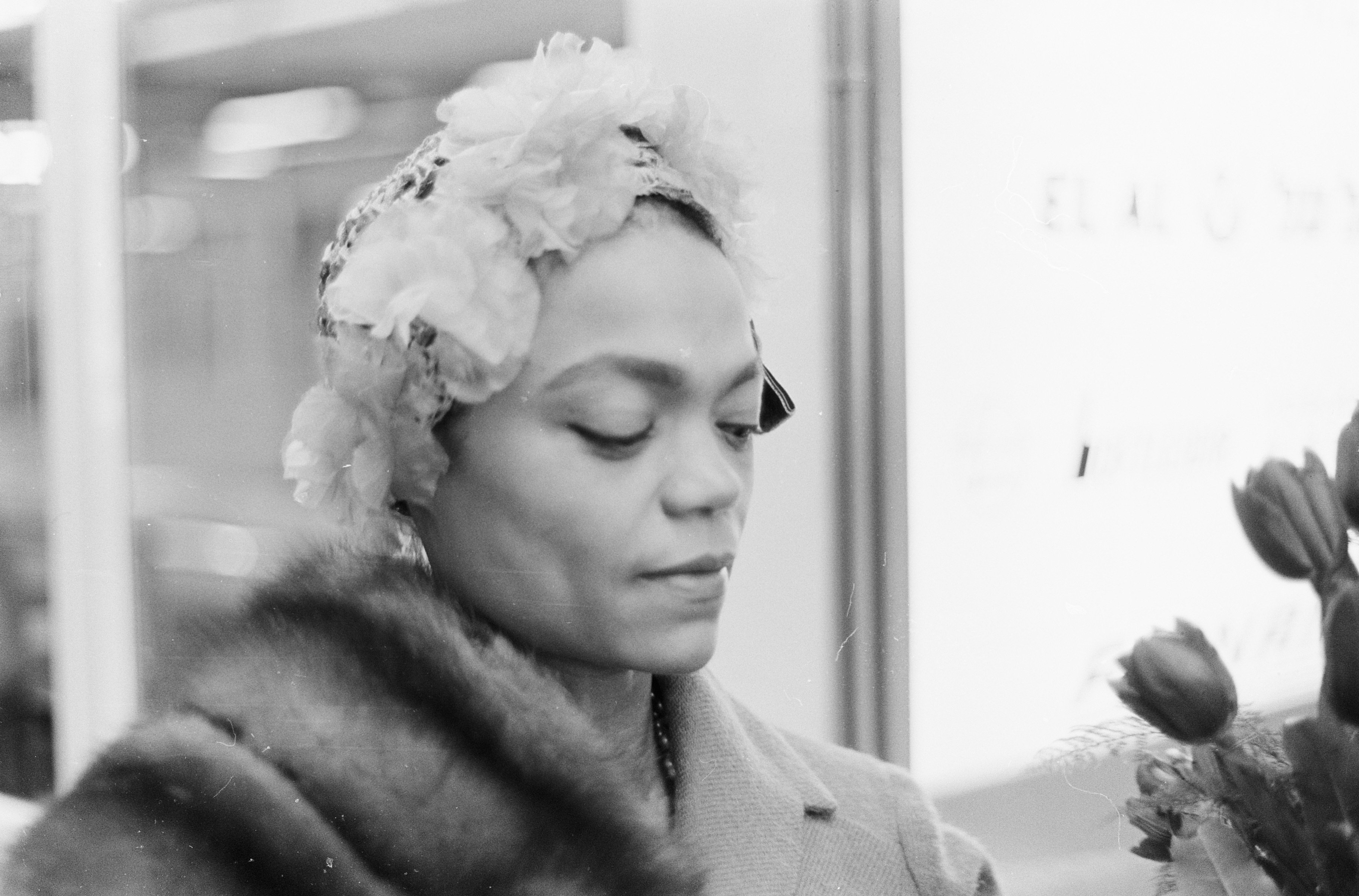
Eartha Kitt in Nederland (1962)
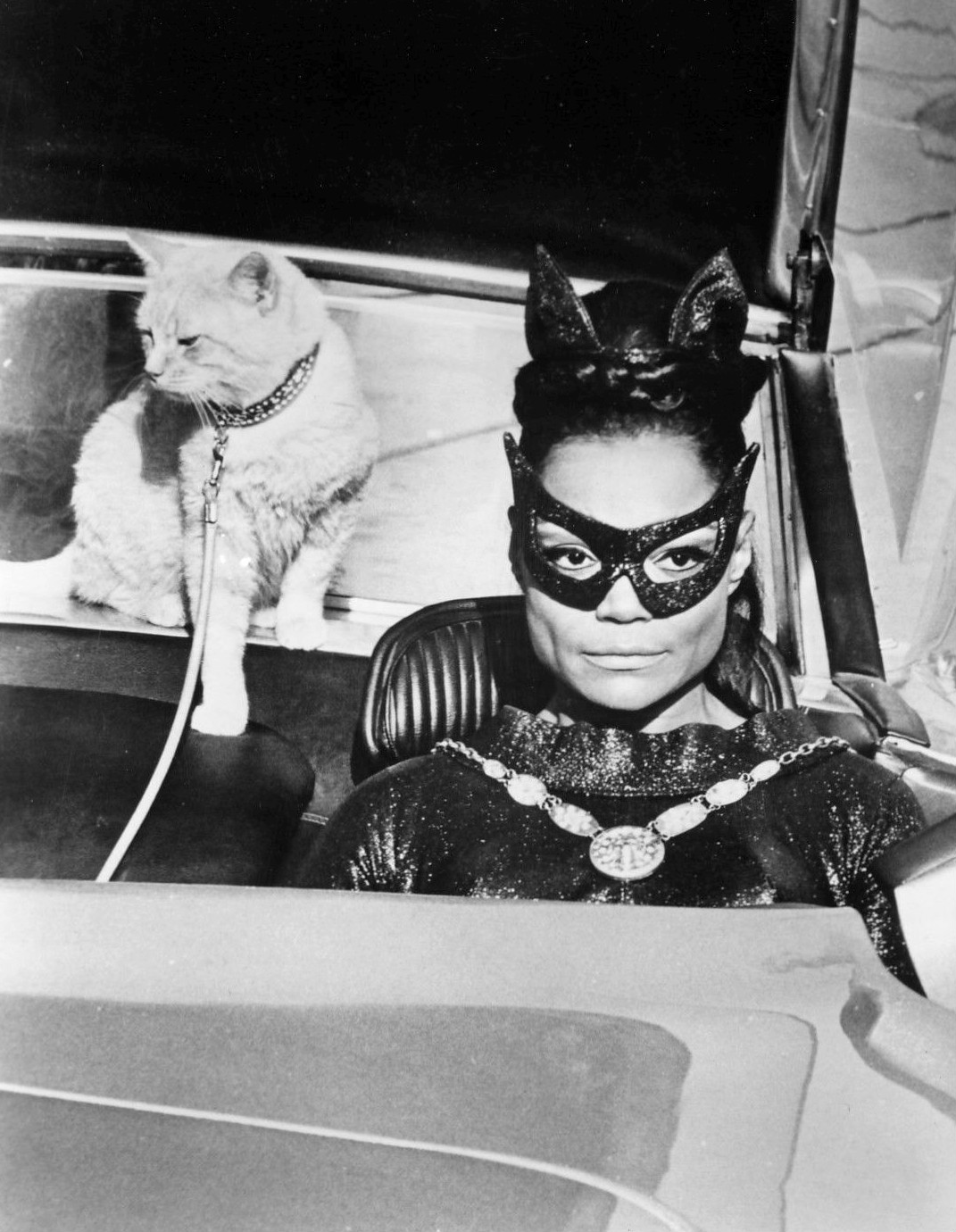
Eartha Kitt als Catwoman (1967) tv-serie Batman, ABC Television

## Discografie

### Singles
| Single met eventuele hitnotering(en) in de Nederlandse Top 40 | Datum van verschijnen | Datum van binnenkomst | Hoogste positie | Aantal weken | Opmerkingen                 |
| ------------------------------------------------------------- | --------------------- | --------------------- | --------------- | ------------ | --------------------------- |
| Where is my man                                               | 1983                  | 17-12-1983            | 12              | 6            | Nr. 22 in de Single Top 100 |
| I love men                                                    | 1984                  | 14-07-1984            | tip13           | -            |                             |

| Single met hitnotering(en) in de Vlaamse Ultratop 50 | Datum van verschijnen | Datum van binnenkomst | Hoogste positie | Aantal weken | Opmerkingen |
| ---------------------------------------------------- | --------------------- | --------------------- | --------------- | ------------ | ----------- |
| Where is my man                                      | 1984                  | 14-01-1984            | 6               | 6            |             |
| I love men                                           | 1984                  | 23-06-1984            | 29              | 2            |             |